# Жегулін Семен Семенович
Семен Жегулін (бл. 1733 — 12 травня 1823) — генерал-майор, таємний радник. Правитель Таврійської області в 1789—1796 роках, губернатор Білорусії в 1796—1798 роках.

## Біографія
Син колезького радника. Вважався на військовій службі з 1758 року. У 1780 році служив підполковником Новгородського піхотного полку, 26 листопада 1786 був нагороджений орденом Святого Георгія IV класу (за вислугу), в 1788 отримав чин бригадира, 28 вересня того ж року був призначений другим (після Василя Каховського) і останнім правителем Таврійської області.
Під будівництво садиби придбав у князя Потьомкіна велике (1848 десятин) землеволодіння під Сімферополем, яке тяглося від Феодосійського шосе до нинішньої станції Сімферополь-Грузової. Згодом продав маєток академіку П.-С. Палласу. Зараз про першого власника нагадує лише назву Жигулиного Гаю.
Переведений у генерал-майори 5 лютого 1790 року. Указом Павла I від 12 грудня 1796 Таврійська область була ліквідована, а 6 січня 1797 Семен Жегулін був призначений губернатором новоствореної Білоруської губернії і в той же день був проведений в таємні радники.
На новій посаді кілька разів викликав невдоволення імператора і був звільнений від служби 12 грудня 1798, зі зверненням одержуваної платні в пенсіон. Твердження, що у 1802—1803 роках Жегулін був могилівським губернатором, помилкове, оскільки у ці роки посаду обіймав Михайло Бакунін. Після виходу у відставку оселився у Петербурзі разом зі своїм вітебським протеже Василем Марченком. В 1812 Жегулін був обраний начальником ополчення Таврійської губернії.
Помер у Сімферополі, де й був похований. Запис про його смерть говорить: «12 травня 1823 помер таємний радник Семен Жигулін, 90 років, натурально, не сповідавшись і не причастившись похований».

## Сім'я
Дружина — Параска Роговикова (07.05.1756—28.08.1794), дочка великого відкупника та «обер-директора»; двоюрідна сестра Катерини Фонвізіної. Похована на Смоленському цвинтарі у Петербурзі. З дітей відомі:
- Анна (06.11.1776[16] -27.10.1843), хрещениця графа Н. Самойлова та О. Енгельгардт, фрейліна великої княгині Анни Федорівни (1796), друга дружина князя Петра Шаховського (1773—1841)[17]. Вінчалися 10 лютого 1805 року у Петербурзі у соборі Св. Ісакія Далматського. Померла від водянки, похована в Олександро-Невській лаврі. Їхні дочки — Ганна (11.08.1807-07.04.1827[18]; фрейліна, померла від сухот); Парасковія (24.09.1810[19] -06.02.1831[20]; померла від сухот в Женеві) і Олександра (01.10.1811[21] -1871), дружина князя С. Голіцина; син Микола (15.04.1817[22]).
- Микола (16.04.1778[23] — ?), хрещеник Г. Потьомкіна та фрейліни двору О. Енгельгардт.
- Марія (10.02.1780[24] — ?), закінчила із шифром Смольний Інститут (1800).
- Петро (15.11.1781[25] — ?)
- Євдокія (02.11.1783[26] -1863), хрещениця дружини Д. Фонвізіна, випускниця Смольного Інституту (1800), дружина (1804) генерала І. Єршова.
- Олександра (25.09.1785[27] — ?)
- Софія (10.03.1793[28] ?), хрещениця графиніО. Браницької.